# Hans Ludwig Müller
Hans Ludwig Müller (* 7. April 1724 in Schaffhausen; † 14. Dezember 1809 ebenda, reformiert, heimatberechtigt in Schaffhausen) war ein Schweizer Unternehmer.

## Leben
Hans Ludwig Müller kam am 7. April 1724 in Schaffhausen als Sohn des Kammmachers Heinrich Müller und der Helena geborene Altdorfer zur Welt. Müller, der der Zunft der Rebleute angehörte, war zunächst als Papierer in der Papierfabrik Entlibucher beschäftigt und produzierte wohl in den 1760er Jahren erste Spielkarten. Müllers erste namentliche Erwähnung als "Kartenmacher" datiert aus dem Jahr 1769. Seine erste Frau Helena, Tochter des Zinngießers Johann Ludwig Burgauer, die er 1758 ehelichte, ist bereits ein Jahr zuvor als „Kartenmacherin“ aktenkundig. In den 1790er Jahren musste die Produktion der Spielkarten wegen finanzieller Probleme eingestellt werden.
Hans Ludwig Müller, der in zweiter Ehe seit 1782 mit Anna Margaretha, der Tochter des Schlossers Hans Jakob Scherrer, verheiratet war, starb am 14. Dezember 1809 im Alter von 85 Jahren in Schaffhausen.